# Ian Sharp
Pour les articles homonymes, voir Sharp.
Ian Sharp, né le 13 novembre 1946 à Clitheroe, dans le Lancashire (au Royaume-Uni) est un réalisateur britannique.

## Biographie
Ian Sharp fut élève à la Queen Elizabeth's Grammar School, au Blackburn and Hatfield College (en), à l’Université de Durham, où il obtient en 1968 un diplôme avec mention en Psychologie et Philosophie moderne. Pendant les années 1970, il travaille à la BBC. Il fait d’abord des documentaires pour le département des sujets généraux, puis plus tard pour le département de musique et d’arts, principalement pour les séries documentaires Arena (en) et Omnibus (en). En 1978, la BBC lui octroie un congé de 3 mois pour réaliser un film intitulé The Music Machine (en), et c’est cette expérience qui le mène à s’intéresser à l’art dramatique.
En 1980, il connaît son premier succès avec la série télévisée Minder (en), une comédie dramatique diffusée sur ITV. Elle est rapidement suivie par Les Professionnels. Au total, il réalise 6 épisodes pour ces deux séries. Peu après, il réalise son premier long métrage, Commando (1982), produit par Euan Lloyd. S’ensuivent six épisodes de Robin of Sherwood pour ITV, puis il se consacre durant quelques années à réaliser des épisodes pour la télévision, jusqu’à ce que Robert Zemeckis lui demande d’être le réalisateur de seconde équipe pour Qui veut la peau de Roger Rabbit, avec Bob Hoskins.
En 1994, Martin Campbell lui propose de réaliser les scènes d’action de GoldenEye, avec Pierce Brosnan dans le rôle de James Bond. La scène de course-poursuite de chars de combat et le saut audacieux du haut du barrage sur lequel s’ouvre le film sont très respectés dans l’industrie du cinéma.
Ian Sharp parle couramment le français et l’allemand (en plus de l’anglais). Il vit dans l’Oxfordshire avec sa femme, l’écrivain et femme de télévision Sue Cook (en).

## Filmographie

### En tant que réalisateur

#### Cinéma
- 1979 : The Music Machine (en) – un film Target International Pictures
- 1982 : Commando (Who Dares Wins) – un film Rank
- 2002 : Mrs Caldicot’s Cabbage War, adaptation du roman de Vernon Coleman – un film Evolution Films
- 2010 : Tracker, avec Ray Winstone

#### Télévision
- 1980-1982 : Les Professionnels (3 épisodes) – une série ITV1
- 1980 et 1982 : Minder (en) (2 épisodes) – une série ITV1
- 1984 : Robin of Sherwood – une série Goldcrest
- 1985 : The Corsican Brothers – un téléfilm CBS
- 1987 : Yesterday's Dreams – une série Central TV (en)
- 1988 : Codename: Kyril – une mini-série HTV/Showtime Cable
- 1989 : Pursuit – un téléfilm NBC Columbia
- 1990 : Secret Weapon (en) – un téléfilm Turner Cable/TVS (en)/Australian Broadcasting Corporation
- 1994 : Pleasure – un téléfilm Channel 4/Alan Bleasdale
- 1998 : Tess of the D'Urbervilles, adaptation du roman du même nom de Thomas Hardy – un téléfilm LWT/Granada

### En tant que réalisateur de seconde équipe
- 1988 : Qui veut la peau de Roger Rabbit (Who Framed Roger Rabbit) de Robert Zemeckis
- 1995 : GoldenEye de Martin Campbell